# Entrepeñes y Playa de Vega

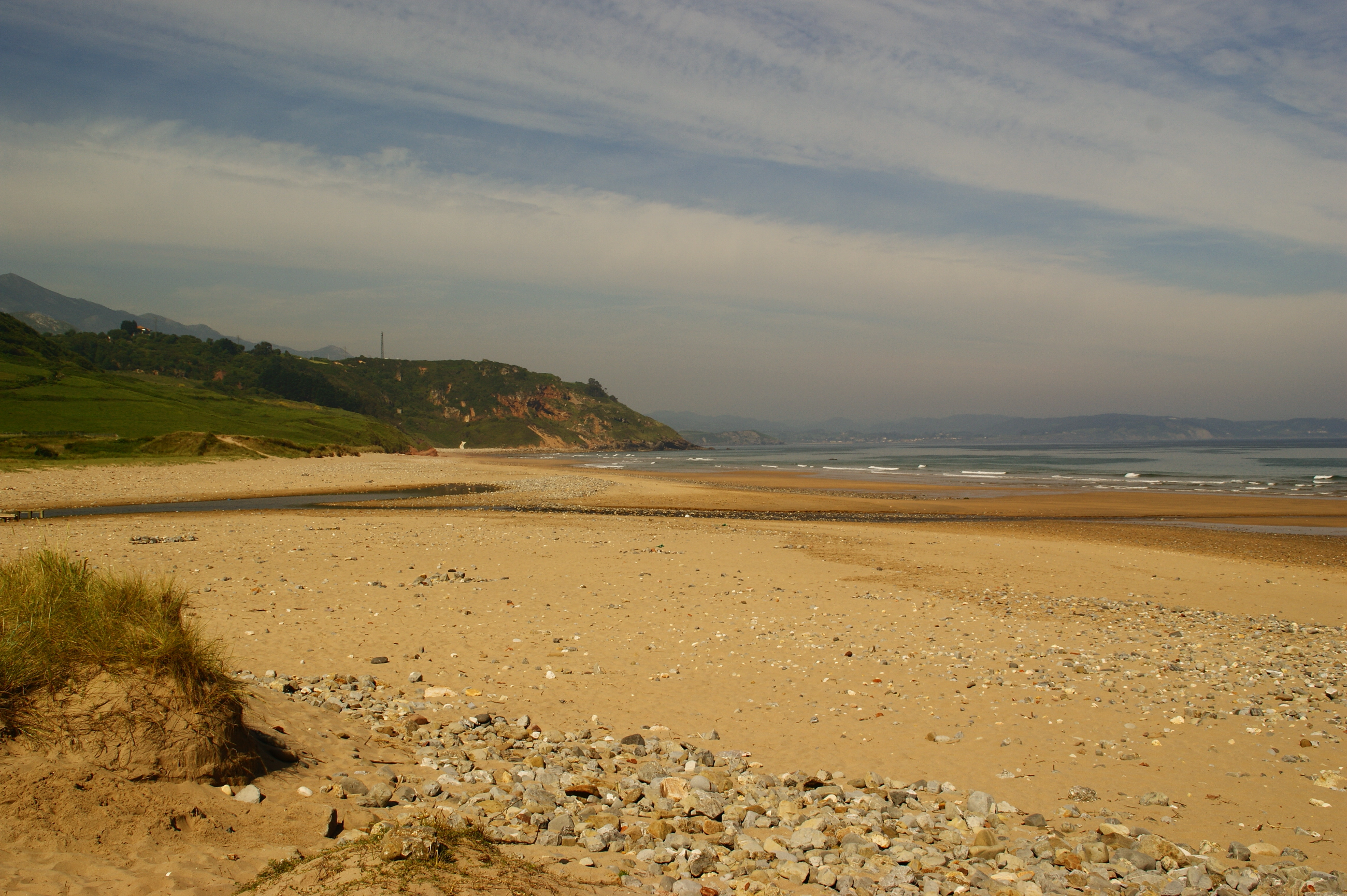
Vista de la playa de Vega.

El desfiladero de Entrepeñes y la playa de Vega se encuentran cerca de la población de Vega en el concejo asturiano de Ribadesella. Esta zona protegida, catalogada como monumento natural (Decreto 142/2001, de 5 de diciembre), abarca unas 37 hectáreas incluyendo la playa, el arroyo del Acebo y el desfiladero de Entrepeñes. En todo este espacio confluyen varios aspectos biológicos y geológicos convirtiéndolo en uno de los de mayor interés ambiental de la costa asturiana. Entre estos aspectos destacan :
- Un sistema de dunas con aliseda pantanosa, bosque muy poco frecuente en la región.
- Las foces u hoces de entrepeñes o entrepeñas con ricos yacimientos paleontológicos, icnitas de dinosaurios y los vestigios de los diferentes niveles del mar
- Una ancha llanura aluvial en donde se encuentra el pueblo de Vega, que en tiempos primitivos se trataba de un estuario, el cual, por la acción de la sedimentación, se ha convertido en un estuario fósil.

Dentro de la vegetación cabe destacar la manzanilla bastarda y las mosquitas doradas (especie en peligro de extinción). En cuanto a fauna existen dos zonas: la de la playa, en la que aparecen cormoranes y gaviotas, y la del desfiladero, en la que aparecen el halcón peregrino y la rana verde.
La playa de Vega ha sido catalogada como Punto de Interés Geológico -PIG- por el Instituto Geológico y Minero de España.